# Beaufortia schaueri
Beaufortia schaueri là một loài thực vật có hoa trong Họ Đào kim nương. Loài này được Preissler ex Schauer mô tả khoa học đầu tiên năm 1844.